# Амбанг
Вулкан Амбанг — вулкан, расположен на острове Целебес, входящий в состав провинции Северный Сулавеси, Индонезия.
Вулкан находится южнее озера Моат и вулкана Сопутан на северной оконечности острова Сулавеси и поднимается над озером на высоту 750 метров. Несмотря на то, что вулкан Амбанг извергался в XIX веке, всё равно считается активным вулканом.
Амбанг — это комплекс вулканов, высотой 1795 метров. Имеет 3 кратера, диаметр которых составляет от 100 до 400 метров.
Наиболее активна юго-восточная сторона вулкана, на которой наблюдается фумарольная активность.
На предгорьях вулкана имеются сульфатные месторождения. Амбанг расположен в сельскохозяйственном районе, у его подножий развито земледелие.
В историческое время фиксировалось только одно извержение, в 1845 году и то неизвестно какого оно было характера.